# Johann von Bucca

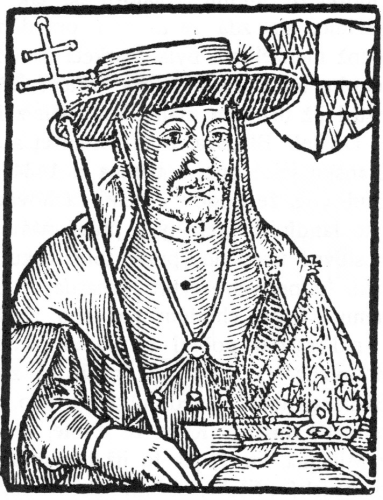
Kardinal Johann von Bucca OPraem (Darstellung von 1593)

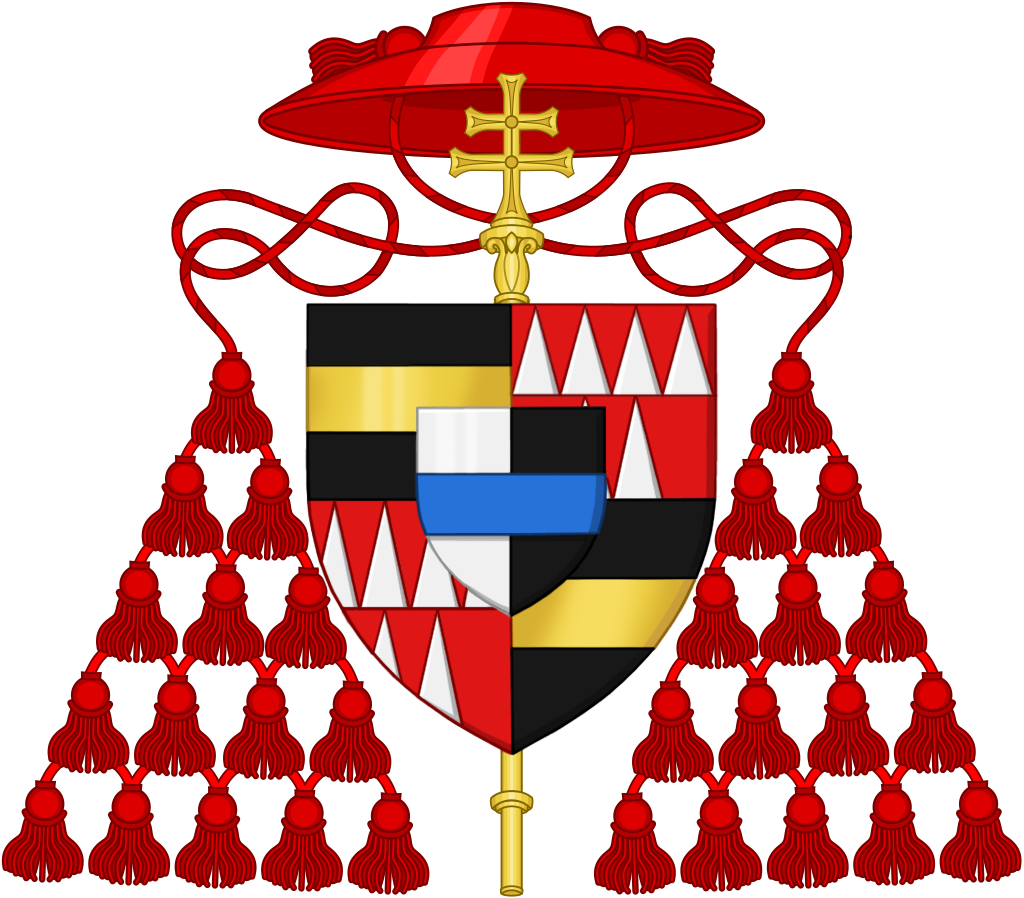
Kardinalswappen (modernes Schema)

Johann von Bucca OPraem (auch: Johann der Eiserne; Johann de Bucca; Johannes von Prag; nach der Bischofsliste von Leitomischl: Johannes IV. von Bucca, der Eiserne; nach der Bischofsliste von Olmütz: Johannes XII. von Bucca, der Eiserne; tschechisch Jan Železný; * vermutlich Prag; † 9. Oktober 1430 in Gran oder Preßburg) war Bischof von Leitomischl und von Olmütz, Administrator von Prag und von Waitzen sowie Kardinal.

## Herkunft und Werdegang

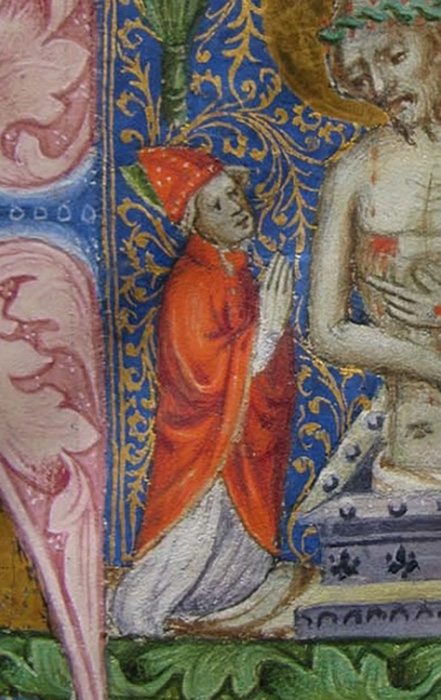
Bischof Bucca von Leitomischl bei der Anbetung Christi (Miniatur aus: Zisterzienserstift Stams, Stiftsbibliothek, Cod. 12:
Gebetbuch des Leitomischler Bischofs Johann von Bucca, Prag um 1390)

Johann entstammte dem Prager Zweig der Adelsfamilie von Beneschau. Sein Vater Hána der Jüngere war 1379–1381 Ratsherr der Prager Altstadt. Auch seine Mutter entstammte einer Prager Patrizierfamilie. Nach der Ausbildung in Prag war Johann vermutlich einige Zeit in Diensten bei König Wenzel IV. Zudem soll er Magister in der juristischen Fakultät und Domherr von Prag sowie Propst am Kollegiatstift St. Apollinaris gewesen sein.

### Bischof von Leitomischl
Nach der Versetzung des Leitomischler Bischofs Johannes III. Soběslav 1387 zum Patriarchen von Aquileja ernannte Papst Urban VI. 1388 Johann von Bucca zu dessen Nachfolger. Im selben Jahr schlichtete Johann einen Streit zwischen dem Prager Erzbischof Johann von Jenstein und dem königlichen Diener Dietrich von Makov. 1391 ernannte er für seine Kathedrale einen tschechischen Prediger. In dem machtpolitischen Streit zwischen dem König und Johann von Jenstein stellte er sich auf die Seite Jensteins. Nach dem Tod des Prager Generalvikars Johannes von Nepomuk stieg Johann von Bucca zum Wortführer des böhmischen Klerus auf. Anfang 1395 schloss er sich der oppositionellen Adelspartei an. 1398 erließ er für das Leitomischler Kapitel Statuten, mit denen die Bistumsgründung abgeschlossen werden konnte.
1399 schloss Johann Freundschaft mit König Sigismund von Ungarn, der sich einige Zeit bei Johann aufhielt. Während der Gefangenschaft König Wenzels gehörte Johann der von Sigismund berufenen Regierung an. Im selben Jahr versuchte Sigismund, den vakanten Prager Erzbischofstuhl mit Johann von Bucca zu besetzen. Da er sich damit nicht durchsetzen konnte, kam es zu Kämpfen, bei denen Johann die erzbischöfliche Burg in Raudnitz besetzte. Daraufhin exkommunizierte im Oktober 1403 der im November 1402 zum Prager Bischof geweihte und erst im September 1403 vom Domkapitel gewählte Zbynko Zajíc von Hasenburg Johann von Bucca. Nach einer Schlichtung des Streits durch Heinrich von Rosenberg wurde die Exkommunikation erst im Oktober 1405 aufgehoben.
In den religiösen Kämpfen betrieb Johann eine antihussitische Politik. Im Auftrag des Königs, dessen Vertrauen er offensichtlich wieder hatte, sollten er und der damalige Olmützer Bischof Konrad von Vechta 1413 eine Synode einberufen, auf der Maßnahmen gegen die Ketzer ergriffen werden sollten. Da auch Mitglieder der Prager Universität, die auf Seiten der Hussiten standen, geladen waren, nahm Johann an der Synode nicht teil.
Der Gegenpapst Johannes XXIII. beauftragte Johann, gegen Jan Hus einzuschreiten. Wohl deshalb wurde Johann auf der außerordentlichen Synode von 1414 zum Leiter der böhmischen Vertretung für das Konzil von Konstanz bestimmt. Dort wurde er mit der Wiederherstellung der kirchlichen Ordnung beauftragt und kehrte 1415 nach Böhmen zurück. Da er damit mit seinem Auftrag in Böhmen wenig Erfolg hatte, begab er sich nach Mähren und schloss mit dem Olmützer Bischof einen Vertrag über die Bekämpfung der Hussiten. Dem Vertrag schlossen sich die beiden Domkapitel von Prag und Olmütz an.
Trotz seiner politischen Aktivitäten kümmerte sich Johann auch um sein Bistum. Für einen geregelten Verwaltungsablauf bestellte er Generalvikare und Offiziale. 1393 verlegte er mit päpstlicher Genehmigung das Stift Landskron an die in der Stadt gelegene Marienkirche, 1397 wurde die „Maria Dornbusch“ gewidmete Kartause Tržek, für die Bischof Albrecht von Sternberg das bischöflichen Gut Tržek gestiftet hatte, nach Dolany in Mähren verlegt. 1401 hielt Johann eine Diözesansynode ab, 1406 visitierte er seinen Sprengel.

### Bischof von Olmütz
Nach dem Tod des Olmützer Administrators Wenzel Gerard von Burenitz wählte am 21. September 1416 die Mehrheit der anwesenden Domherren Johann von Bucca zum Nachfolger. Die damals nicht anwesenden Mitglieder wählten jedoch am 3. Oktober den Vyšehrader Dekan Albrecht von Březí. König Wenzel und der Prager Erzbischof bestätigten die Wahl Albrechts, dessen Gegner gefangen genommen werden sollten. Nachdem Albrecht einige Tage nach seiner Amtseinführung der Messe eines hussitischen Priesters beiwohnte, kam es in Olmütz zum Aufstand. Albrecht floh in die bischöfliche Stadt Kremsier.
Daraufhin bestellte am 14. Dezember 1416 das Konstanzer Konzil Johann von Bucca zum Administrator von Olmütz. Trotzdem weigerten sich der König und der Erzbischof, Johann in seinem Amt zu bestätigen. Auch Albrecht war nicht bereit, aufzugeben. Deshalb begann Johann mit der Einnahme der bischöflichen Burgen und Güter. Am 14. Februar 1418 bestätigte der neu gewählte Papst Martin V. Johann von Bucca als Bischof von Olmütz. Obwohl Albrecht eine Übergabe weiterhin verweigerte, konnte sich Johann durchsetzen. Sofort ergriff er Maßnahmen gegen das Hussitentum, zu denen auch das Verbot der Kelchkommunion gehörte.

### Administrator von Prag
Nachdem der nunmehrige Prager Bischof Konrad von Vechta im April 1421 die Vier Prager Artikel annahm, wurde er faktisch Oberhaupt der hussitischen Kirche. Damit begann die Sedisvakanz des Prager Erzbistums. Deshalb ernannte der Papst Johann von Bucca zum Administrator des katholischen Teils des Erzbistums Prag. Das Amt des Olmützer Bischofs behielt Johann weiterhin bei.
Als Anhänger König Sigismunds war Johann in den nächsten Jahren an allen bedeutsamen politischen Vorgängen beteiligt. Während der Abwesenheit von Sigismund erhielt er umfangreiche Vollmachten, mit denen er auch Hauptmänner absetzen und Stadträte ernennen durfte.
Trotz seines hohen Alters nahm Johann am Feldzug der Olmützer und Österreicher gegen das hussitische Lager bei Nedakonice und an anderen Kriegszügen teil. Obwohl seine Erfolge nicht belegt sind und große Siege nicht zu verzeichnen waren, verbreiteten sich Legenden, die aus ihm einen großen Feldherrn machten und die ihm den Beinamen Der Eiserne einbrachten.
Wegen seiner Verdienste ernannte der Papst Johann 1426 zum Kardinalpriester von S. Ciriaco. Ein Jahr später erließ Johann weitere Verbote. Die Werke von John Wyclif, Jan Hus und Jakobellus von Mies durften weder gelesen noch verbreitet werden, lobende Äußerungen über Jan Hus und Hieronymus von Prag waren verboten. Die Prediger benötigten für ihr Tun eine bischöfliche Genehmigung.

### Administrator von Waitzen
Im März und Juni 1429 nahm Johann in Preßburg an wichtigen Verhandlungen mit König Sigismund teil. Dieser ernannte ihn nach dem Tod des Bischofs Nikolas von Salgo 1430 zum Administrator von Waitzen. Nach dem im selben Jahr erfolgten Tod wurde er in der dortigen Franziskanerkirche bestattet.

## Werke
Johann war ein großer Bücherliebhaber; davon zeugt vor allem sein prunkvolles Gebetbuch (Stams, Stiftsbibliothek, Cod. 12). Er verfasste auch Schriften zur Bekämpfung der Ketzerei. Bekannt sind die Traktate:
- Liber salutis und
- Exemplar salutis.